# Amelinghausen
Amelinghausen é um município da Alemanha localizado no distrito de Lüneburg, estado da Baixa Saxônia.
É membro e sede do Samtgemeinde de Amelinghausen.